# Lamprospilus draudti
Lamprospilus draudti is een vlinder uit de familie van de Lycaenidae. De wetenschappelijke naam van de soort is voor het eerst geldig gepubliceerd in 1932 door Lathy.